# Phaedyma expectata
Phaedyma expectata är en fjärilsart som beskrevs av Hans Fruhstorfer 1913. Phaedyma expectata ingår i släktet Phaedyma och familjen praktfjärilar. Inga underarter finns listade i Catalogue of Life.